# Кинерсрюти
Кинерсрюти (нем. Kienersrüti) — бывшая коммуна в Швейцарии, в кантоне Берн. С 1 января 2014 года вошла в состав коммуны Уттиген.
До 2009 года входила в состав округа Зефтиген, с 2010 года — в округ Тун. Население составляет 50 человек (на 31 декабря 2006 года). Официальный код — 0871.